# 나전경함
나전경함(螺鈿經函)은 국립중앙박물관에 있는, 고려시대에 만들어진 두께 약 1cm의 곧은결 침엽수 판재로 뚜껑 윗부분의 각 모서리를 모죽임한 장방형의 상자이다. 2018년 2월 22일 대한민국의 보물 제1975호로 지정되었다.

## 개요
‘나전경함’은 두께 약 1cm의 곧은결 침엽수 판재로 뚜껑 윗부분의 각 모서리를 모죽임한 장방형의 상자 형태이다. 고려시대 대장경(大藏經) 등 불교경전류를 두루마리 형태로 보관하기 위해 만들어진 것으로 당시에는 다량 제작되었을 것으로 추정되나, 국내외 소재 고려 나전칠기 공예품은 20점에 미치지 못하며, 그중 경함은 더욱 희소하다. 이러한 상황에서 이 ‘나전경함’은 국내에 유일하게 알려진 고려 나전경함 유물이라는 점에서 희소성이 인정된다.
이 경함은 각 연결부에 쇠못을 박아 고려시대 백골의 짜임양식을 보여준다. 백골 위에는 천을 바르고 그 위에 골회(骨灰)를 입혀 자개를 부착하여 옻칠을 여러 번 하여 마감하였다. 여기에 나전을 잘게 잘라 꽃문양을 만들어 율동적인 통일감 있는 문양을 구성하였고, 문양대를 나누어 다양하고 화려한 무늬로 장식하였다.
국내 유일의 나전경함이자 고려 후기의 우수한 나전기술이 응집된 작품으로, 학술적․예술적․기술적인 측면이 뛰어나 보물로 지정하여 보호․관리할 필요가 있다.

## 참고 자료
- 나전경함 - 국가유산청 국가유산포털